# Acanthodactylus busacki
Acanthodactylus busacki este o specie de șopârle din genul Acanthodactylus, familia Lacertidae, ordinul Squamata, descrisă de Alfredo Salvador în anul 1982. A fost clasificată de IUCN ca specie cu risc scăzut. Conform Catalogue of Life specia Acanthodactylus busacki nu are subspecii cunoscute.